# Richard Griffith
Richard Clewin Griffith (Londres, 22 de julio de 1872 - Hendon (Londres) 11 de diciembre de 1955) fue un ajedrecista, autor y editor británico.
Ganó el Campeonato de Gran Bretaña de ajedrez en 1912 en Richmond, siendo su única aparición en el evento. También en 1912, fue el coautor original junto a John Herbert White del famoso libro de ajedrez, Aperturas Modernas de Ajedrez, que ha tenido muchas ediciones hasta el presente.
Fue el editor del British Chess Magazine, 1920-1937 y de nuevo durante algunos meses en 1940.
Durante la Segunda Guerra Mundial Griffith fue el tesorero honorario de la Federación Británica de Ajedrez y miembro de su consejo y ejecutivo.
De profesión, fue metalúrgico para una empresa de ensayos.